# Thank You (cântec de Dido)
Thank You este cel de-al doilea single extras de pe albumul No Angel, al interpretei de origine engleză, Dido.